# Mundlauga
Die Mundlauga (norwegisch für Fingerschale) sind eine Gruppe von bis zu 2455 m hohen Felsvorsprüngen im ostantarktischen Königin-Maud-Land. In den Drygalskibergen in der Orvinfjella bilden sie das südliche Ende des Fenriskjeften.
Norwegische Kartographen, welche die Gruppe auch benannten, kartierten sie anhand von Luftaufnahmen und Vermessungen der Dritten Norwegischen Antarktisexpedition (1956–1960).